# Ari Hjelm
Ari-Juhani Hjelm (ur. 24 lutego 1962 r. w Tampere) – były fiński piłkarz grający na pozycji napastnika. Po zakończeniu kariery został trenerem piłkarskim.

## Kariera
Hjelm zaczynał karierę w FC Ilves, gdzie spędził niemal całą swoją karierę. Poza Finlandią grał w Niemczech, gdzie bronił barw klubów: Stuttgarter Kickers (1988–1990) i FC St. Pauli (1992/1993 i 1993/1994). Karierę zakończył w 1996 w barwach HJK Helsinki. Po zakończeniu kariery zajął się trenowaniem i od 2001 do 2010 był trenerem Tampere United. 29 października 2010 zastąpił go Jarkko Wiss.
W reprezentacji narodowej w latach 1983–1996 Hjelm rozegrał 100 meczów i strzelił 20 goli. Rekord liczby meczów w reprezentacji Finlandii należący do niego przetrwał 10 lat. W 2006 roku poprawił go Jari Litmanen, który gra jeszcze w reprezentacji narodowej.
Jego syn, Jonne, jest piłkarzem Tampere United.

## Nagrody i trofea

### Jako piłkarz
- Mistrzostwo Finlandii: 1983
- Puchar Finlandii: 1990, 1996
- Piłkarz Roku w Finlandii: 1987
- Honorowy kapitan reprezentacji Finlandii w piłce nożnej

### Jako trener
- Mistrzostwo Finlandii: 2001, 2006, 2007
- Puchar Finlandii: 2007